# Kameralamt Wangen
Das Kameralamt Wangen war eine Einrichtung des Königreichs Württemberg, die im Amtsbezirk Besitz und Einkommen des Staates verwaltete. Es bestand von 1810 bis 1922 in Wangen im Allgäu. Das Kameralamt wurde im Rahmen der Neuordnung der Staatsfinanzverwaltung im Königreich Württemberg geschaffen.

## Geschichte
Gemäß Verordnung vom 6. Juni 1819 hat das Kameralamt Wangen den Weiler Feld (Oberamt Ravensburg) an das Kameralamt Weingarten abgetreten und dagegen übernommen:
- den Bezirk des Kameralamtes Leutkirch mit Ausnahme derjenigen Orte, welche an die Kameralämter Biberach und Waldsee abgetreten wurden.
- vom Kameralamt Waldsee die Schultheißereien Haslach, Aichstetten, Altmannshofen, Diepoldshofen, Seibranz, Unterzeil mit dazu gehörigen Ortschaften und Höfen. Ferner wurden die Forst- und Jagdgefälle der Reviere Leutkirch und Langentrog des Forstamts Altdorf übernommen.

Laut Verfügung vom 25. Oktober 1830 ist die vom Staat käuflich erworbene Fürstlich Dietrichstein'sche Herrschaft Neuravensburg dem Kameralamt Wangen zugeteilt worden.
Durch Verfügung vom 19. Juni 1835 wurden die mit der Herrschaft Weißenau erworbenen Besitzungen und Gefälle, welche im Bezirk des Kameralamts Wangen lagen, diesem Kameralamt zugeteilt.
Gemäß Verordnung vom 6. März 1843 hat das Kameralamt Wangen vom Kameralamt Altdorf die Parzellen Butzers, Goldegger und Tannberg übernommen, welche der Gemeinde Pfärrich zugeteilt wurden, dagegen die Parzelle Eintürnenberg an das Kameralamt Waldsee abgetreten.
Laut Verfügung vom 14. Dezember 1887 wurden an das Kameralamt Leutkirch die Gemeinden Leutkirch, Friesenhofen, Gebrazhofen, Herlazhofen, Hofs, Waltershofen, Winterstetten und Wuchzenhofen sowie das Forstrevier Leutkirch abgetreten.